# Michael Hager
Michael Hager (ur. 18 czerwca 1990 w Gmunden) – austriacki wioślarz.

## Osiągnięcia
- Mistrzostwa Świata – Poznań 2009 – ósemka wagi lekkiej – 8. miejsce[1].